# Niesiłowo
Niesiłowo est une localité polonaise de la gmina rurale de Koczała située dans le powiat de Człuchów en voïvodie de Poméranie. Elle se trouve à environ 35 km au nord-ouest de Człuchów et 115 km au sud-ouest de la capitale régionale Gdańsk.

## Géographie

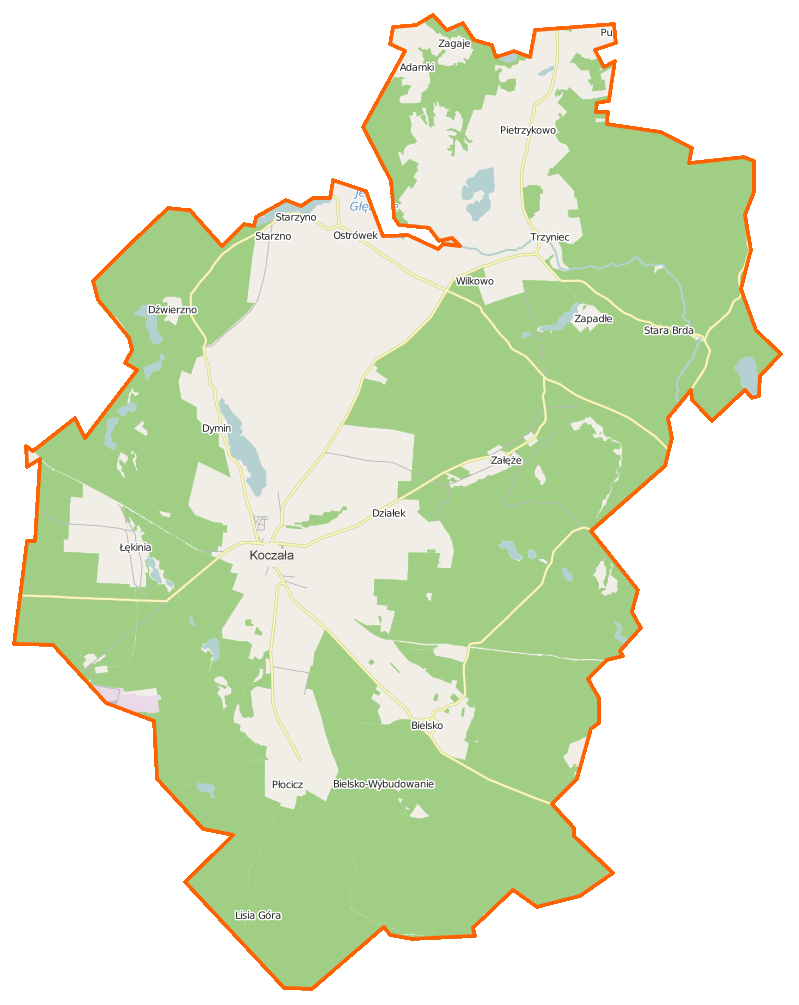
Carte de la gmina de Koczała.